# دار العريش (يريم)

تعديل مصدري - تعديل

دار العريش محلة تابعة لقرية قطن، التابعة لعزلة بني مسلم بمديرية يريم إحدى مديريات محافظة إب في الجمهورية اليمنية.، بلغ تعداد سكانها 39 حسب تعداد اليمن لعام 2004.